# Jagtaj
Jagtaj là một thị trấn thống kê (census town) của quận Murshidabad thuộc bang Tây Bengal, Ấn Độ.

## Nhân khẩu
Theo điều tra dân số năm 2001 của Ấn Độ, Jagtaj có dân số 9406 người. Phái nam chiếm 50% tổng số dân và phái nữ chiếm 50%. Jagtaj có tỷ lệ 37% biết đọc biết viết, thấp hơn tỷ lệ trung bình toàn quốc là 59,5%: tỷ lệ cho phái nam là 45%, và tỷ lệ cho phái nữ là 29%. Tại Jagtaj, 19% dân số nhỏ hơn 6 tuổi.